# Baies roses
Pour les articles homonymes, voir Poivre rose.
Les baies roses, souvent appelées à tort « poivre rose », sont les fruits de plusieurs espèces d'arbustes du genre Schinus qui sont utilisés comme épice.

## Dénominations
Les termes « poivre rose » et « baies roses », utilisés sans autre précision, peuvent qualifier les fruits de Schinus molle ou de Schinus terebinthifolius,,,. Ils sont par ailleurs inexacts, puisque ces arbustes n'ont aucun lien avec les poivriers, et que ces fruits ne sont pas des baies, mais des drupes.
Les deux espèces, toutes deux appelées faux-poivrier ou poivrier d'Amérique,, portent également plusieurs autres noms vernaculaires :
- Schinus molle : poivrier du Pérou[6], poivrier de Californie[6], poivrier sauvage[6], molée des jardins[6] ;
- Schinus terebinthifolius : poivrier du Brésil[2],[7], poivrier de Bourbon[réf. souhaitée].

En France, seuls les fruits de Piper nigrum peuvent porter l'appellation « poivre » (poivres vert, blanc, rouge, noir, jaune, gris) ; les fruits provenant d'autres espèces du genre Piper, ou d'autres genres, ne peuvent être commercialisés sous la dénomination « poivre » que moyennant l'ajout d'un qualificatif d'origine.

## Production
Île de la Réunion, Amérique du Sud, Floride, Madagascar, Nouvelle-Calédonie, Brésil.
La meilleure qualité est désignée sous le nom de Calibre A+ ; les baies sont alors homogènes et en pleine maturité. Seulement 5 % de la récolte répond à ce calibre spécifique, destiné aux grands chefs. Les principaux producteurs mondiaux sont le Brésil et Madagascar.

## Controverse sur l'innocuité des baies
Les baies roses sont indigestes. Aux États-Unis, des réactions adverses ont été rapportées pour des baies roses récoltées localement, ce qui a amené la FDA à les interdire en 1982, tandis que la France défendait la non-toxicité des baies récoltées sur son propre territoire, notamment sur l'île de la Réunion, aucun effet adverse n'ayant été constaté en France. La FDA a levé son interdiction peu après.